# 刘起涛
刘起涛（1957年8月—），大连理工大学土木工程系毕业。
曾任中国水电十三局副局长、中国水电集团国际公司董事长、中国水电建设集团党委书记兼副总经理。2010年12月，任中国交通建设集团总裁。2013年4月，任中国交通建设集团董事长、总裁董事长。2014年1月，任中国交通建设集团有限公司党委副书记，不再担任中国交通建设集团有限公司党委书记和中国交通建设股份有限公司总裁。2016年10月，任中国交通建设集团有限公司党委书记，不再担任中国交通建设集团有限公司总经理职务。2018年1月，当选第十三届全国政协委员。